# Jeffrey Buttle

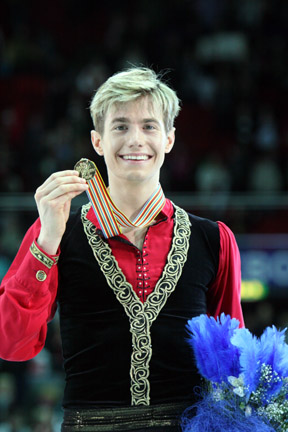
Jeffrey Buttle tijdens het wereldkampioenschap 2008

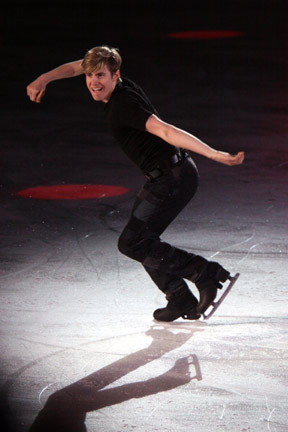
Jeffrey Buttle in actie tijdens het wereldkampioenschap 2008

Jeffrey Buttle (Smooth Rock Falls, Ontario, 1 september 1982) is een voormalig Canadees kunstschaatser.
Buttle was actief als individuele kunstschaatser en werd gecoacht door Lee Barkell en Rafael Araturian.
Buttle werd Canadees Kampioen in 2005 en 2006, won in 2002 en 2004 het Viercontinentenkampioenschap, won de zilveren medaille op het wereldkampioenschap 2005 en de bronzen medaille op de Olympische Spelen 2006. Op 22 maart 2008 werd Jeffrey Buttle met overmacht wereldkampioen kunstschaatsen in Götenborg. Op 10 september 2008 liet hij via de Canadese schaatsfederatie onverwacht weten met onmiddellijke ingang te stoppen met wedstrijdsport.
| records             | punten | datum      | toernooi |
| ------------------- | ------ | ---------- | -------- |
| Hoogste totaalscore | 245.17 | 22-03-2008 | WK       |
| Hoogste korte kür   | 083.85 | 13-02-2008 | 4CK      |
| Hoogste lange kür   | 163.07 | 22-03-2008 | WK       |

## Belangrijke resultaten
| Kampioenschap                | 1998   | 1999 | 2000 | 2001 | 2002  | 2003   | 2004  | 2005   | 2006  | 2007   | 2008   |
| ---------------------------- | ------ | ---- | ---- | ---- | ----- | ------ | ----- | ------ | ----- | ------ | ------ |
| Olympische Spelen            |        |      |      |      |       |        |       |        | Brons |        |        |
| Wereldkampioenschap          |        |      |      |      | 8e    | 15e    |       | Zilver | 6e    | 6e     | Goud   |
| Viercontinentenkampioenschap |        |      |      |      | Goud  | 4e     | Goud  |        |       | Zilver | Zilver |
| Nationaal Kampioenschap      |        | 10e  | 6e   | 9e   | Brons | Zilver | Brons | Goud   | Goud  | Goud   | Zilver |
| WK Junioren                  |        |      |      | 7e   |       |        |       |        |       |        |        |
| NK Junioren                  | Zilver |      |      |      |       |        |       |        |       |        |        |